# Dyke (szleng)

A leszbikus büszkeség zászlója

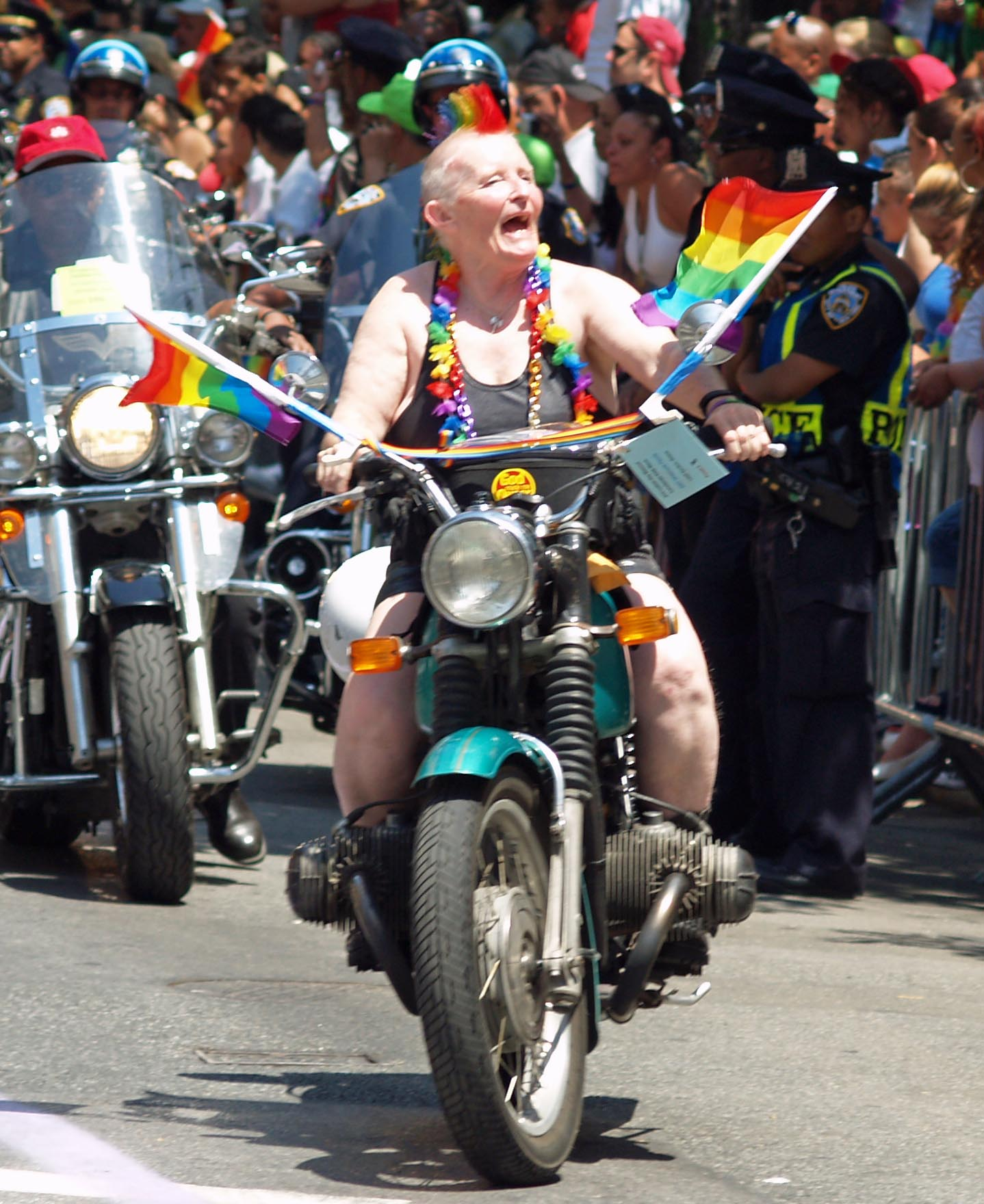
Egy Dyke leszbikus nő motoron

A dyke egy angolból átkerült szleng szó, amit eredetileg a határozott, "maszkulin" karakterű leszbikusokra alkalmaztak becsmérlő felhanggal. Az angol nyelvben a mai napig létezik, ugyanakkor időközben a queer-hez hasonlóan szert tett a közösség által visszakövetelt, lázadó attitűdű, pozitív jelentéstartalomra, ami a viselője magabiztosságára és keménységére utal, vagy egyszerűen semleges szinonimája a leszbikus szónak. (Például a leszbikus büszkeség felvonulások általánossá vált Dyke March neve.) A maszkulinabb megjelenésű leszbikus nőkre manapság inkább a "tomboy" és a negatívabb konnotációjú "butch" kifejezés használatos.

## Eredete
Az szó tulajdonképpeni jelentése gát. Hogy itt tárgyalt értelmében miként került be a köztudatba, homályos de számos alternatíva létezik.
- Az első nyomtatott hivatkozások az 1920-as évek regényei és ezen belül is az úgynevezett Harlemi Reneszánsz, vagy más néven a Fekete Irodalom Reneszánszának könyvei, melyek azt sugallják, hogy az eredeti kifejezés az alpári "bulldyker". Például az 1923-as „Home to Harlem”  regényben Claude McKay, jamaicai író és kommunista a következőket írja:„[Lesbians are] what we calls bulldyker in Harlem. … I don't understan' … a bulldyking woman.” (Mi a leszbikusokat bulldykernek hívjuk Harlemben… én sem értem…)

A regény szövegkörnyezetében a szó durva és negatív volt.
- A tizenkilencedik században a dyke szót a női vulva szinonimájaként is említették.[2] Felmerült, hogy a buldyker a morphadike rövidítése, ami a hermafrodita (pszichológia) egy dialektusváltozata, s a korai huszadik században a homoszexuálisokra szolgáló közös, nemtől független kifejezés.[3]
- A bull- magyarul bika lehet egy férfias utalás, tehát a bulldyke ennek szellemében férfias nő.
- Egy másik elmélet szerint a bulldyker eredetileg tehenek megtermékenyítésére tartott tenyészbika és ezért használták a későbbiekben olyan férfiakra, akik sikeresek voltak a nők körében, majd olyan nőkre akik ugyanezt az attitűdöt képviselték.[4]
- Az Another Mother Tongue-ban  Judy Grahn megjegyzi, hogy a bulldyke szó a kelta királynő, Boadicea nevéből eredt, de ez az elmélet valószínűtlen.[5]

## A szó változó szerepe
Hasonlóképpen akarták megfosztani negatív felhangjaitól, mint a homoszexuális férfiak a "fag - (buzi)" kifejezést. Egyre többet használták saját magukra, lásd a Dykes to Watch Out For című képregényt.
Az amerikai Dykes on Bikes nevű leszbikus motorkerékpár-csoport is ezt a nevet választotta magának, de csak hosszas bírósági procedúra után jegyeztethette be hivatalosan.
A „dyke felvonulások”, vagy „Dyke Marches” népszerű eseményei a melegfelvonulásoknak a leszbikus, biszexuális és transznemű nők körében.

## Variációk
- Bulldyke: szélsőségesen férfias, határozott, erőteljes karakterű leszbikus nő, (lásd még butch illetve a „Bull Dagger” kifejezést, ahol a hímneműséget még fokozzák a „dagger” hozzácsatolásával, ami tőrt jelent.[7])
- Diesel dyke:
- Baby dyke: fiatal leszbikus, vagy olyan leszbikus aki butchként próbál megjelenni kevés sikerrel
- Femme dyke: magát hagyományos női megjelenéssel képviselő leszbikus
- Soft dyke: nőiesebb dyke-ok
- Lipstick Dyke: egy szinonimája a lipstick leszbikusnak
- Stealth Dyke: leszbikus, akit külsejét tekintve heteroszexuálisnak is tarthatnak; leszbikus, aki nem illeszkedik a dyke sztereotípiákba

## Dyke bárok
A dyke bárok olyan klubok, amit elsősorban leszbikusok látogatnak, de egyben olyan intézményt is jelent ami határozottabb fellépéssel képviseli az érdekeit. (például: környezetvédelem)